# Hazi Aslanov
Hazi Ahad oglu Aslanov (tiếng Azerbaijan: Həzi Əhəd oğlu Aslanov; 22 tháng 1 năm 1910 - 24 tháng 1 năm 1945) hay Azi Akhadovich Aslanov trong tiếng Nga (Ази Ахадович Асланов), gọi tắt là Hazi Aslanov (tiếng Azerbaijan: Həzi Aslanov, tiếng Nga: Ази Асланов) hoặc A.A. Aslanov; là một Thiếu tướng người Azerbaijan của lực lượng thiết giáp Liên Xô trong Chiến tranh Vệ quốc vĩ đại. Aslanov là một trong những tướng Liên Xô trẻ nhất từ trước đến nay khi được thăng quân hàm Thiếu tướng ở tuổi 34 một tháng vào ngày 13 tháng 3 năm 1944. Ông đã hai lần được phong tặng danh hiệu Anh hùng Liên Xô. Danh hiệu Anh hùng thứ hai được Mikhail Gorbachev truy tặng vào ngày 12 tháng 7 năm 1991, theo khuyến nghị liên tục của Heydar Aliyev.

## Những năm đầu
Hazi Aslanov sinh ngày 22/1/1910 tại Lankaran trong một gia đình thuộc tầng lớp lao động. Khi mất cha ở tuổi 13, anh thôi học và làm việc trong Nhà máy gạch Lankaran.
Năm 1929, Aslanov tốt nghiệp Trường Quân sự Dự bị Transcaucasian ở Baku và tiếp tục học tại Trường Kỵ binh Leningrad, nơi ông đã tốt nghiệp các khóa học tại Học viện Quân sự Thiết giáp.
Sau khi tốt nghiệp, vào tháng 6 năm 1931, ông được bổ nhiệm làm chỉ huy trung đội kỵ binh 15 thuộc Sư đoàn 3 kỵ binh Bessarabia được đặt theo tên của Grigory Kotovsky. Tháng 6 năm 1933, ông được bổ nhiệm làm chỉ huy đại đội xe tăng biệt động. Năm 1937, ông gia nhập Đảng Cộng sản Liên Xô. Aslanov cũng từng là phó chỉ huy bộ phận kỹ thuật của đại đội, tư lệnh các Sư đoàn 2 súng trường và Sư đoàn 60 súng trường, tiếp theo là tiểu đoàn vận tải cơ giới của Quân khu Kiev, nơi ông giữ cấp bậc đại úy vào tháng 2 năm 1939.

## Các trận chiến

### Chiến tranh mùa đông
Ông tham gia cuộc tiến công Ba Lan của Liên Xô năm 1939 và chiến đấu tại eo đất Karelian, sau đó tham gia phá vỡ phòng tuyến Mannerheim trong Chiến tranh Mùa đông. Ông được thăng cấp thiếu tá vào tháng 11 năm 1940.

### Trận Moskva
Tháng 8 năm 1941, ông thay thế vị chỉ huy bị thương của một tiểu đoàn xe tăng, gồm 12-15 cỗ xe tăng các loại T-26, BT-5, BT-7 và T-34.
Trong các trận chiến ác liệt gần Shostka, Bakhmach và Pyriatyn, các chỉ huy xe tăng của ông đã chiến đấu đến chiếc xe tăng cuối cùng, trong khi đích thân Aslanov chỉ huy tiểu đoàn của mình trong cuộc tấn công. Trong một trong những trận chiến này, Aslanov đã bị trúng hai phát đạn vào chân phải và một vết thương nặng ở đầu, nhưng bất chấp những vết thương này, anh vẫn tiếp tục chiến đấu. Khi tiểu đoàn bị mất toàn bộ xe tăng, ông được triệu hồi về lực lượng dự bị vào tháng 9 năm 1941. Ông cũng được bổ nhiệm làm Phó Chỉ huy đơn vị kỹ thuật thứ 10, nơi ông đã chiến đấu ở Pyriatyn, Okhtyrka, Bohodukhiv và Kharkiv. Năm sau, ông được bổ nhiệm giữ chức vụ Trung đoàn trưởng Trung đoàn xe tăng 55.

### Trận Stalingrad
Sau đó vào năm 1942, ông chỉ huy Lữ đoàn xe tăng cận vệ 35 từ Stalingrad qua Borisovo, Vileyka và Minsk đến Vilnius và Riga, đồng thời tham gia các trận đánh Rostov và Taganrog. Lữ đoàn của ông đã giải phóng thị trấn Pleshinitsy. Aslanov nổi tiếng với kỹ thuật "chọc sườn", liên quan đến việc phát động một cuộc tấn công bằng cách tiến thẳng về phía kẻ thù, trong khi các quân đội Liên Xô khác được gửi đến tấn công từ các phía.

## Hy sinh
Vào ngày 24 tháng 1 năm 1945, gần Priekule trong Quận Liepāja, Latvia trong một cuộc trinh sát, Aslanov bị thương nặng và hy sinh sau đó 5 giờ rưỡi trên chiến trường. Ông đã được truy tặng Huân chương Chiến tranh Vệ quốc hạng 1 vì đã lãnh đạo Lữ đoàn xe tăng.

## Giải thưởng và danh hiệu
Aslanov nhận được danh hiệu anh hùng quân đội vào năm 1943 nhờ thành tích tại Stalingrad. Danh hiệu anh hùng lần thứ hai được cho là đã được trao cho việc vượt sông Berezina, theo đề nghị của tướng Ivan Chernyakhovsky, nhưng ông đã nhận được nó sau 46 năm, vào năm 1991, sau một lời kêu gọi đặc biệt của giới trí thức Azerbaijan đối với Mikhail Gorbachev.
Một ga tàu điện ngầm, trường học, tàu chở dầu và các đường phố ở Baku, Imishli và Volgograd, tượng đài ở Vialejka được đặt theo tên ông. Ngôi làng ở vùng Agstafa mang tên ông và bảo tàng ngôi nhà của ông ở Lankaran. Một tấm bia tưởng niệm đặc biệt bằng đá granit đã được xây dựng để tưởng nhớ ông trên Mamayev Kurgan.
Bức tượng bán thân của Hazi Aslanov được công bố tại khu định cư Baku mang tên ông. Trung tâm Văn hóa và Tư tưởng Quân đội của Bộ Quốc phòng Azerbaijan được đặt theo tên của Aslanov.